# Luci Manli Torquat (cònsol)
Luci Manli Torquat (en llatí Lucius Manlius Torquatus) va ser un magistrat romà.
Va ser cònsol l'any 65 aC amb Luci Aureli Cotta III després que els cònsols electes Publi Corneli Sul·la i Publi Autroni Pet fossin condemnats per ambitus. Segons Dió Cassi l'acusació contra els cònsols electes la va presentar el mateix Cotta, però segons Ciceró va ser un jove, Torquat.
Abans que els cònsols Manli Torquat i Cotta entressin a prendre possessió dels seus càrrecs, es va iniciar la primera conspiració de Catilina que tenia previst assassinar els cònsols entrants el 65 aC l'1 de gener, però el pla va fracassar. Tot i així Torquat va defensar a Catilina aquell mateix any quan va ser acusat de repetundae (extorsió) en la seva província. Després del seu consolat va obtenir la província de Macedònia i per les seves victòries, suposadament contra els bàrbars de la frontera, va rebre del senat el títol d'imperator, a proposta de Ciceró.
L'any 63 aC, durant el consolat de Ciceró, va prendre part activa en la lluita contra els conspiradors partidaris de Catilina, tot i que estava malament de salut. També va donar suport a Ciceró quan va ser desterrat l'any 58 aC, i va intercedir davant del cònsol Pisó. Probablement va morir poc després, ja que no torna a ser mencionat.
Ciceró diu d'ell que era elegans in dicendo, en existimando admodum prudens, toto genere perurbanus (elegant en la pronunciació, sempre prudent en les opinions i molt polit en tots els gèneres), i en els discursos que va fer com a membre del partit aristocràtic, elogia la seva gravitas, sanctitas i constantia (rigor, integritat i constància).